# 劉元 (天順進士)
劉元（1434年—?年），字仁甫，四川成都府仁壽縣人，軍籍，治《書經》，年二十七歲中式天順四年庚辰科第三甲第八十六名進士。十一月二十五日生，行一，曾祖劉興；祖劉秉賢，青城縣主簿；父劉瑁；母鄭氏。具慶下，妻李氏，弟漢奇；漢遠；漢奎；漢儀。由國子生中式四川鄉試第六名舉人，會試中式第十三名。